# Pinkerton (bande dessinée)
Pinkerton ou Pinkerton national detective, est une série de bande dessinée de genre western de style franco-belge publiée entre 2013 et 2016 par Glénat. Les scénarios sont écrits par Rémi Guérin, les dessins de Sébastien Damour, et la mise en couleur de Paolo Franscecutto (album) et Sébastien Gérard (couverture).

## Synopsis
Chaque album traite d'une affaire traitée par la célèbre agence de détective privée Pinkerton National Detective Agency du point de vue de son créateur Allan Pinkerton et se termine par les mots 'dossier classé'.
Les albums ne sont donc pas liés entre eux, si ce n'est par l'implication de l'agence. Les affaires ne sont pas parues par ordre chronologique.
Allan Pinkerton est présenté comme un visionnaire de son époque, capable de manipuler les faits pour arriver à ses fins, même si la violence ou le mensonge doivent être utilisés. Il côtoie des personnalités de son époque comme Abraham Lincoln, Thaddeus S. C. Lowe ou George McClellan.
Si les affaires sont réelles leurs récits sont romancées, les auteurs n'apportant pas de preuves réelles de leur interprétation.
En fin d'album, comme dans les Lucky Luke, on retrouvera un document d'époque comme le logo de l'agence Pinkerton : un œil ouvert au dessus des mots 'we never sleep'.

## Albums
- T1 (16/01/2013) : Dossier Jesse James - 1875,
- T2 (08/01/2014) : Dossier Abraham Lincoln - 1861,
- T3 (07/01/2015) : Dossier massacre d'Antietam - 1862,
- T4 (17/02/2016) : Dossier Allan Pinkerton - 1884.